# Gregor IX.

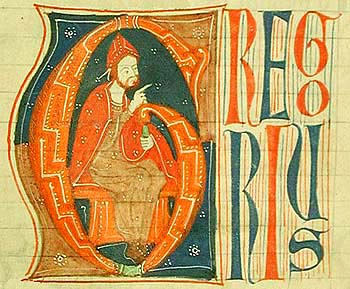
Darstellung Gregors IX. in einem Manuskript aus der Zeit um 1270

Gregor IX., ursprünglich Ugolino dei Conti di Segni (Hugo, aus dem Haus der Grafen von Segni) (* um 1167 in Anagni; † 22. August 1241 in Rom), war Papst der katholischen Kirche vom 19. März 1227 bis zu seinem Tode. Er vertrat die Suprematie des Papstes gegen Kaiser Friedrich II., reformierte die Kirchengesetzgebung, förderte die Orden der Franziskaner und Dominikaner und bekämpfte Häretiker durch die Inquisition.

## Frühe Jahre
Der als Hugo, bzw. Hugolinus, Graf von Segni in Anagni, geborene Neffe von Papst Innozenz III., der wie jener dem Adelsgeschlecht der Conti entstammte, studierte in Paris Theologie und vermutlich in Bologna Rechtswissenschaften. Er wurde dann 1198 Subdiakon und Kaplan der Kurie, später auch Kardinaldiakon. Er wurde dann 1206 Kardinalbischof von Ostia und damit Dekan des Kardinalskollegiums. Von 1207 bis 1209 wurde er als Legat in den deutschen Reichsteil geschickt.

## Papst

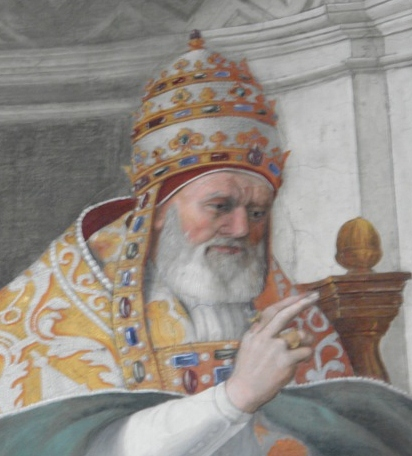
Raffael: Papst Gregor IX. bestätigt die Dekretalen des Liber extra; Papst Julius II. als Gregor IX., 1511 (Fresko in der Stanza della Segnatura, Apostolischer Palast, Vatikan)

Am 19. März 1227 wurde er nur einen Tag nach dem Tod von Honorius III. zum Papst gewählt und nahm den Namen Gregor IX. an. Darin wird der Ausdruck seiner „dominierende[n] Position im amtskirchlichen Machtgefüge“ gesehen.
Gregor förderte die in dieser Zeit aktuelle religiöse Armutsbewegung, soweit sie sich im Rahmen der kirchlichen Lehre hielt. Besonders die neu entstandenen Bettelorden, speziell der Franziskanerorden, mit dessen Gründer er persönlich bekannt war, fanden in ihm einen engagierten Unterstützer. In diesem Zusammenhang nahm er einige bedeutende Heiligsprechungen vor – 1228 Franz von Assisi, 1232 Antonius von Padua, 1234 Dominikus und 1235 Elisabeth von Thüringen.
Mit der Bulle von Rieti bestätigte Gregor 1234 dem Deutschen Orden Herrschaft über seine Besitzungen in Preußen. 1230 beauftragte er Raimund von Peñaforte mit der Schaffung eines neuen einheitlichen Kirchenrechtsbuches, der Nova Compilatio Decretalium (Neue Sammlung der Dekretalen) – in der Regel als Liber Extra bezeichnet –, das fast 700 Jahre lang – bis 1917 – gültig blieb. In diesem Zusammenhang wurde auch das Vorgehen gegen Häretiker geregelt und verschärft.
Neben diesem Beitrag zur „Verrechtlichung der Kirche“ durch das Liber Extra setzte Gregor IX. mit über 190 Dekretalen auch viel neues päpstliches Recht. Das Hauptthema war die Ausgestaltung des Inquisitionsprozess. Andere Themen in den Gregors waren das Notariat, der Umgang mit Wucher und das Vertragsrecht.
Gregor war ein unnachsichtiger Gegner von Häresien wie der Katharer und der Waldenser. Er selbst führte 1231 in Rom eine Inquisition durch, die mit Kerkerstrafen und Todesurteilen endete. Außerhalb des Kirchenstaates wurde die Urteilsvollstreckung an die weltliche Justiz übertragen, was seit den 1224 von Kaiser Friedrich II. erlassenen Gesetzen gegen Häresie Verbrennung auf dem Scheiterhaufen bedeutete.  Gregor IX. führte das Amt des Inquisitors als eines von den lokalen Bischofsgerichten unabhängigen Sonderbeauftragten ein und übertrug diese Aufgabe besonders eifrigen Männern wie dem in Deutschland tätigen Konrad von Marburg. Auf Konrads Berichte gestützt, warnte er im Jahr 1233 den römisch-deutschen König Heinrich (VII.) in seinem Brief Vox in Rama über eine angeblich in Deutschland wirkende Häresie von Luziferianern.

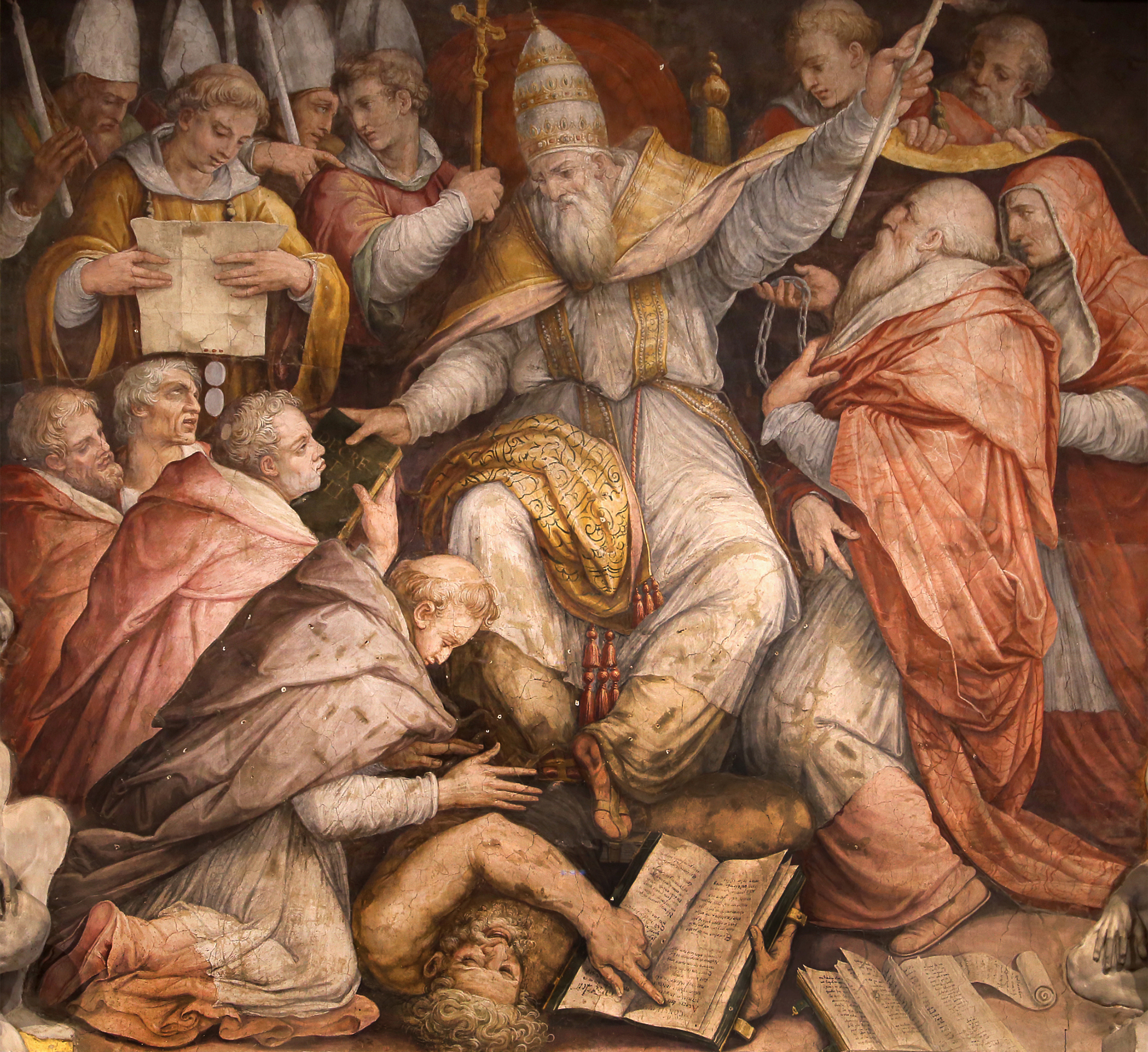
Giorgio Vasari: Die Exkommunikation Friedrichs II. durch Gregor IX. in der Kathedrale von Anagni, 1573 (Apostolischer Palast, Sala Regia, Vatikan)

Schwerpunkt seines Pontifikats war der Konflikt mit Kaiser Friedrich II, dessen Herrschaftsgebiet – das Heilige Römische Reich im Norden, das Königreich Sizilien im Süden – den Kirchenstaat einkreiste. Als Friedrich den unter Gregors Vorgänger gelobten Kreuzzug wegen einer Erkrankung abbrach, wurde er vom Papst am 29. September 1227 exkommuniziert. Daran änderte auch die Tatsache nichts, dass Friedrich, zehn Jahre nach der gescheiterten Friedensmission des Franz von Assisi, 1229 durch Verhandlungen mit Sultan Malik el-Kamil Jerusalem wieder für Christen zugänglich machte. Sofern sie unbewaffnet auftraten, durften Christen alle Städte Palästinas ungehindert betreten und Gottesdienste ausführen. Friedrich hatte Jerusalem nicht gewaltsam erobert, sondern durch einen Vertrag mit den muslimischen Ayyubiden einen großen Erfolg erreicht. Friedrichs Auftreten als König von Jerusalem brachte ihn auch in Konflikt mit dem Patriarchen von Jerusalem, der die heiligen Stätten Jerusalems auch mit dem Interdikt belegte.
Päpstliche Truppen, die so genannten „Schlüsselsoldaten“, fielen in das Königreich Sizilien ein. Dieser Angriff auf die Besitzungen eines Kreuzfahrers, der sich im Heiligen Land befand, löste allgemeine Empörung aus. Erst 1230 löste Gregor den Bann, nachdem er militärische Auseinandersetzungen verloren hatte. Im Juli desselben Jahres wurde der Frieden von San Germano geschlossen. Die Spannungen blieben jedoch bestehen, vor allem weil der Kaiser (teils sehr erfolgreich) gegen den Lombardenbund in Oberitalien Krieg führte.
1239 brach eine neue Auseinandersetzung aus. Gregor bannte Friedrich II. erneut und bezeichnete ihn als Häretiker und sogar als Antichrist. Friedrich II. ließ Schreiben anfertigen, die Gregors Politik kritisierten, und fiel mit Truppen in den Kirchenstaat ein. Ein für Ostern 1241 geplantes Konzil musste verschoben werden, weil Friedrich mehrere Kardinäle in der Seeschlacht von Giglio festsetzen ließ und auf Rom zumarschierte. In dieser Situation starb Papst Gregor am 21. oder 22. August 1241. Die Machtkämpfe zwischen dem Papst und dem Kaiser dauerten auch nach Gregors Tod an und führten sogar zur Flucht seines Nachfolgers Innozenz IV. nach Lyon in Frankreich.
Die Auseinandersetzungen gelten als eine der ersten Propagandaschlachten europäischen Ausmaßes, bedingt durch die Sorgen des Stellvertreters Christi, der um seinen weltlichen Einfluss bangen musste, und dem in religiösen Angelegenheiten toleranten Kaiser, in dessen sizilianischer Krönungsurkunde es hieß: „Christ ist Sieger, Christ ist König, Christ ist Kaiser“.

## Werke
- Decretales : Mit der Glosse des Bernardus Parmensis. Heinrich Eggestein, Strassburg um 1468/71. Digitalisat
- Decretales : Mit der Glosse des Bernardus Parmensis. - Mainz : Peter Schöffer, 1479. Digitalisierte Ausgabe der Universitäts- und Landesbibliothek Düsseldorf
- Decretales : Mit der Glosse des Bernardus Parmensis. - Basel : Michael Wenssler, 1486. Digitalisierte Ausgabe
- Decretales : Mit der Glosse des Bernardus Parmensis und mit Additiones des Hieronymus Clarius. - Nürnberg : Anton Koberger, 1493. Digitalisierte Ausgabe
- Decretales : Mit der Glosse des Bernardus Parmensis und mit Additiones des Hieronymus Clarius. 2 Exemplare, Anton Koberger, Nürnberg 1496. Digitalisat
- Decretales : Mit der Glosse des Bernardus Parmensis. Johann Siber, Lyon um 1499. Digitalisat